# Saturday Night (canção de Whigfield)
"Saturday Night" é uma canção da cantora dinamarquesa de eurodance Whigfield, que foi lançada originalmente em 1992 como single de estreia da cantora e de seu álbum homônimo (Whigfield). A canção obteve enorme sucesso na Europa, ficando em primeiro lugar na Alemanha, Irlanda, Escócia, Espanha, Suíça e Reino Unido, além de ser a canção tema do verão europeu em 1994.
Saturday Night foi elogiada pelo editor da allmusic William Cooper, que a descreveu como "irresistivelmente cativante". Já Larry Flick de Billboard escreveu: "é uma volúvel dance/pop que já saturou as ondas de rádio em toda a Europa. Também chegou cedo os giros nas estações de crossover em Los Angeles, Chicago e Nashville - e com razão. A música tem um gancho simples, mas assassino, que é recheado por uma seção de ritmo e vocais que são cheios de vida". Simon Cowell comparou 'Saturday Night' com a canção de Rebecca Black "Friday", afirmando que eles "são o que chamamos de canção de secador de cabelo; uma canção de garotas que cantam em seus secadores de cabelo, pois estão se preparando para sair".
Duas reivindicações de plágio foram feitas para essa canção. Foi alegado que a faixa retira elementos das canções "Rub a Dub Dub" do Equals e "Fog on the Tyne" do Lindisfarne. Ambas as reivindicações foram deixadas de lado por serem infundadas.
Em 2020, o The Guardian classificou "Saturday Night" na posição 91 em sua lista de 100 maiores número 1 no Reino Unido.

## Gravação
Whigfield (também conhecido como Sannie Charlotte Carlson) estudou design de moda em Copenhague e foi para Bolonha na Itália, onde ela trabalhou como modelo e também trabalhava em um clube. Um dos DJs do Clube, Davide Riva, fazia parte de uma dupla de produção musical. Após se conhecerem, ele a convenceu a cantar para ele. Ela então visitou o produtor italiano Larry Pignagnoli em seu estúdio e realizou uma amostra de música. Ele a contratou para gravar "Saturday Night" e ela escolheu o nome Whigfield em homenagem a sua professora. Whigfield afirmou que "a música é como uma rima de berçário, com letras sobre o que as meninas fazem quando estão se preparando para sair, e sobre ficar quente quando elas estão fora dançando".
"Começou com apenas a bateria e o baixo. Davide era o músico e passei três dias escrevendo as letras. Foi uma música muito simples que pensamos que funcionaria em clubes e no rádio. Chamando-a de Saturday Night, já que era tão feliz e otimista. O famoso "Dee Dee Na Na Na Na" que Whigfield diz no começo da canção começou como uma piada. Nós estávamos testando algumas variações na melodia no final da música e amei isso, tanto que decidimos fazer isso o gancho inicial". — o produtor Larry Pignagnoli conversando com o The Guardian sobre como a música foi feita.
Inicialmente, nenhuma gravadora estava interessada em lançar "Saturday Night". Depois que foi tocada com frequência no programa de rádio espanhol "World Dance Music", o interesse pela música começou a aumentar. A primeira gravadora a pegar a canção foi a Prodisc, em Valência. Foi lançado pela primeira vez na Itália em 1992, e tornou-se um número um na Espanha no final de 1993. Em 1994, tornou-se um sucesso com os turistas britânicos no continente no final do ano, levando a uma enorme demanda pela faixa no Reino Unido. O single não foi lançado na América do Norte até fevereiro de 1995.

## Lista de Faixas

#### CD single – UK [SYSCD3]
1. "Saturday Night" (radio mix)
2. "Saturday Night" (extended nite mix)
3. "Saturday Night" (nite mix)
4. "Saturday Night" (beagle mix)
5. "Saturday Night" (dida mix)
6. "Saturday Night" (deep nite mix)
7. "Saturday Night" (trance beat mix)

#### CD single – Australia (1997)
1. "Saturday Night" (radio mix) 4:06
2. "Saturday Night" (Nite Mix) 5:29
3. "Saturday Night" (Extended Nite Mix) 5:54
4. "Saturday Night" (classic vocal remix - US remix) 9:15"Mega Pix Mix" 4:28

#### CD maxi – Remixes
1. "Saturday Night" (trance beat remix) — 4:44
2. "Saturday Night" (afternoon) — 4:40
3. "Saturday Night" (deep night remix) — 5:45
4. "Saturday Night" (extended nite remix) — 5:55
5. "Saturday Night" (radio mix) — 4:07

#### CD US maxi-single
1. "Saturday Night" (Remix) — 5:55
2. "Saturday Night" (Deep Nite Mix) — 5:45
3. "Saturday Night" (Beagle Mix) — 4:55
4. "Saturday Night" (Classic Vocal Mix - remixed by Darrin Friedman & Hex Hector) — 9:15
5. "Saturday Night" (Spike Vocal Mix - remixed by Darrin Friedman & Hex Hector) — 7:28
6. "Saturday Night" (Dida Mix) — 4:36

## Desempenho nas paradas musicais
| Parada musical (1992-1995)                       | Melhor posição |
| ------------------------------------------------ | -------------- |
| Austrália - (ARIA)                               | 4              |
| Bélgica - (Ultratop 50 Flanders)                 | 14             |
| Canadá - (Dance/Urban - RPM)                     | 1              |
| Dinamarca - (IFPI)                               | 2              |
| Estados Unidos - (Billboard Hot Dance Club Play) | 19             |
| Escócia - (Official Charts Company)              | 1              |
| União Europeia - (Eurochart Hot 100 singles)     | 1              |
| França - (SNEP)                                  | 2              |
| Alemanha - (Official German Charts)              | 1              |
| Irlanda - (IRMA)                                 | 1              |
| Países Baixos - (Dutch Top 40)                   | 7              |
| Noruega - (VG-lista)                             | 2              |
| Espanha - (AFYVE)                                | 1              |
| Suécia - (Sverigetopplistan)                     | 9              |
| Suíça - (Schweizer Hitparade)                    | 1              |
| Reino Unido - (The Official Chart Company)       | 1              |